# Требёрден
Требёрде́н (фр. Trébeurden, брет. Trebeurden) — коммуна во Франции, находится в регионе Бретань. Департамент — Кот-д’Армор. Входит в состав кантона Перрос-Гирек. Округ коммуны — Ланьон.
Население (2019) — 3 641 человек.

## География
Коммуна расположена приблизительно в 440 км к западу от Парижа, в 160 км северо-западнее Ренна, в 70 км к северо-западу от Сен-Бриё, в 40 км от национальной автомагистрали N12, на южном берегу пролива Ла-Манш.

## Достопримечательности
- Часовня Панверн (XVI век). Исторический памятник с 1930 года[2]
- Часовня Нотр-Дам и крест (XVII век). Исторический памятник с 1952 года[3]
- Церковь Святой Троицы
- Виллы вдоль морского побережья
- Гранитный крест (1697 год). Исторический памятник с 1964 года[4]
- Дольмен Кереллек (эпоха неолита). Исторический памятник с 1916 года[5]
- Галерея-мегалит (гробница коридорного типа) на острове Мильо (эпоха неолита). Исторический памятник с 1961 года[6]
- Галерея-мегалит (гробница коридорного типа) и менгир Пражу-Менир (эпоха неолита). Исторический памятник с 1956 года[7]

## Экономика
Структура занятости населения:
- сельское хозяйство — 4,8 %
- промышленность — 3,4 %
- строительство — 7,0 %
- торговля, транспорт и сфера услуг — 44,9 %
- государственные и муниципальные службы — 39,8 %

Уровень безработицы (2018) — 14,0 % (Франция в целом —  13,4 %, департамент Кот-д’Армор — 11,5 %). 

Среднегодовой доход на 1 человека, евро (2018) — 24 480 (Франция в целом — 21 730, департамент Кот-д’Армор — 21 230).
В 2007 году среди 2091 человека в трудоспособном возрасте (15—64 лет) 1399 были экономически активными, 692 — неактивными (показатель активности — 66,9 %, в 1999 году было 65,0 %). Из 1399 активных работали 1246 человек (677 мужчин и 569 женщин), безработных было 153 (73 мужчины и 80 женщин). Среди 692 неактивных 165 человек были учениками или студентами, 333 — пенсионерами, 194 были неактивными по другим причинам.

## Демография
Динамика численности населения, чел.

## Администрация
Пост мэра Требёрдена с 2020 года занимает  Бенедикт Буарон (Bénédicte Boiron). На муниципальных выборах 2020 года возглавляемый им правый список победил во 2-м туре, получив 54,55 % голосов (из трех списков).
| Период | Период | Фамилия         | Партия                  | Примечания                                         |
| ------ | ------ | --------------- | ----------------------- | -------------------------------------------------- |
| 1989   | 1993   | Ален Геннек     | Социалистическая партия |                                                    |
| 1993   | 1995   | Пьер Жагоре     | Социалистическая партия | руководитель социальной службы, бывший мэр Ланьона |
| 1995   | 2014   | Мишель Лиссийур | Разные правые           | инженер                                            |
| 2014   | 2020   | Ален Февр       | Социалистическая партия | государственный служащий                           |
| 2020   |        | Бенедикт Буарон | Разные правые           |                                                    |

## Города-побратимы
- Вылчелеле (Румыния, с 1991)[9]
- Виллануова-суль-Клизи (Италия, с 2000)[10]
- Ньютон Феррерс[англ.] (Великобритания, с 2010)

## Галерея

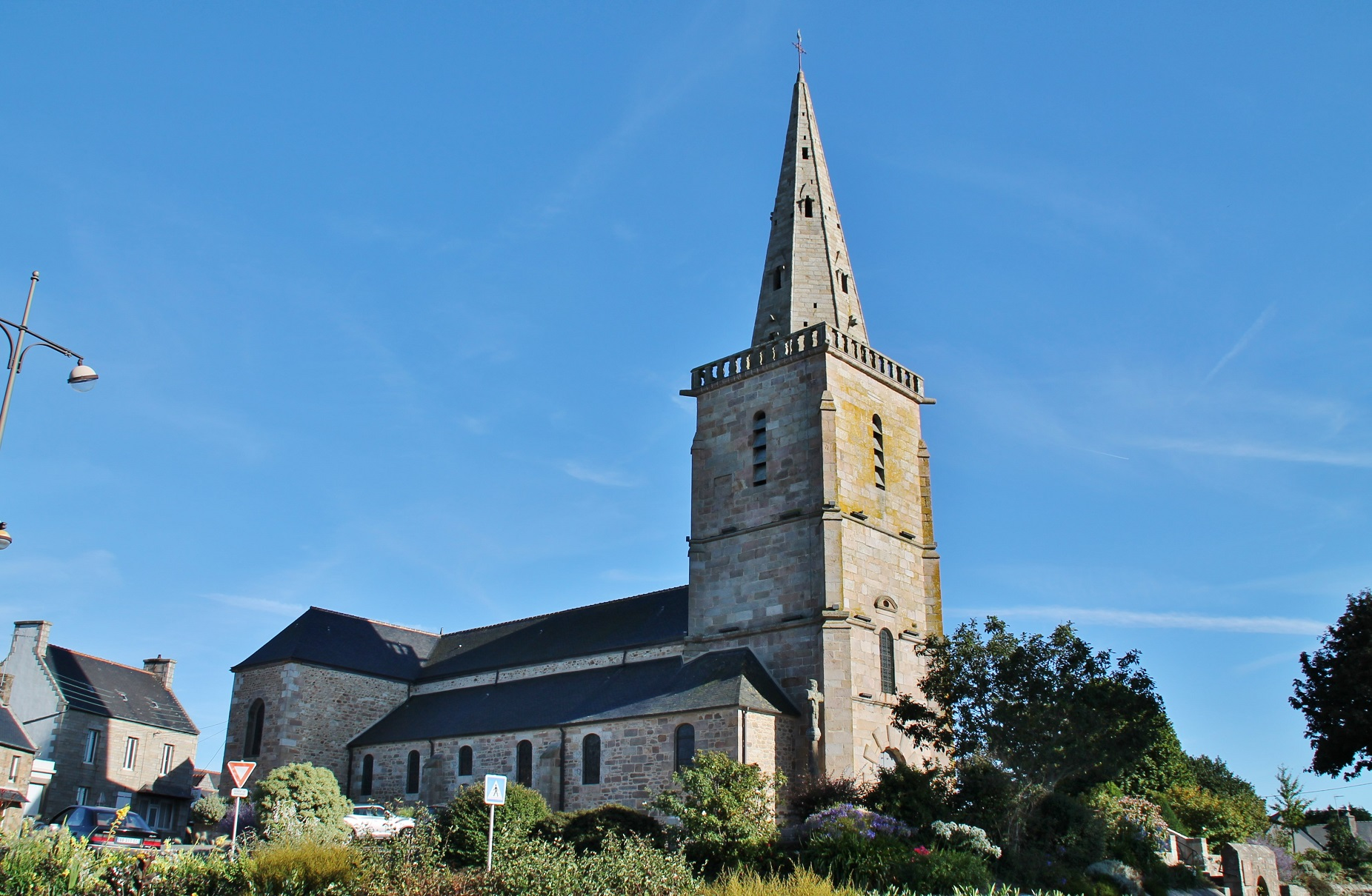
Церковь Св. Троицы
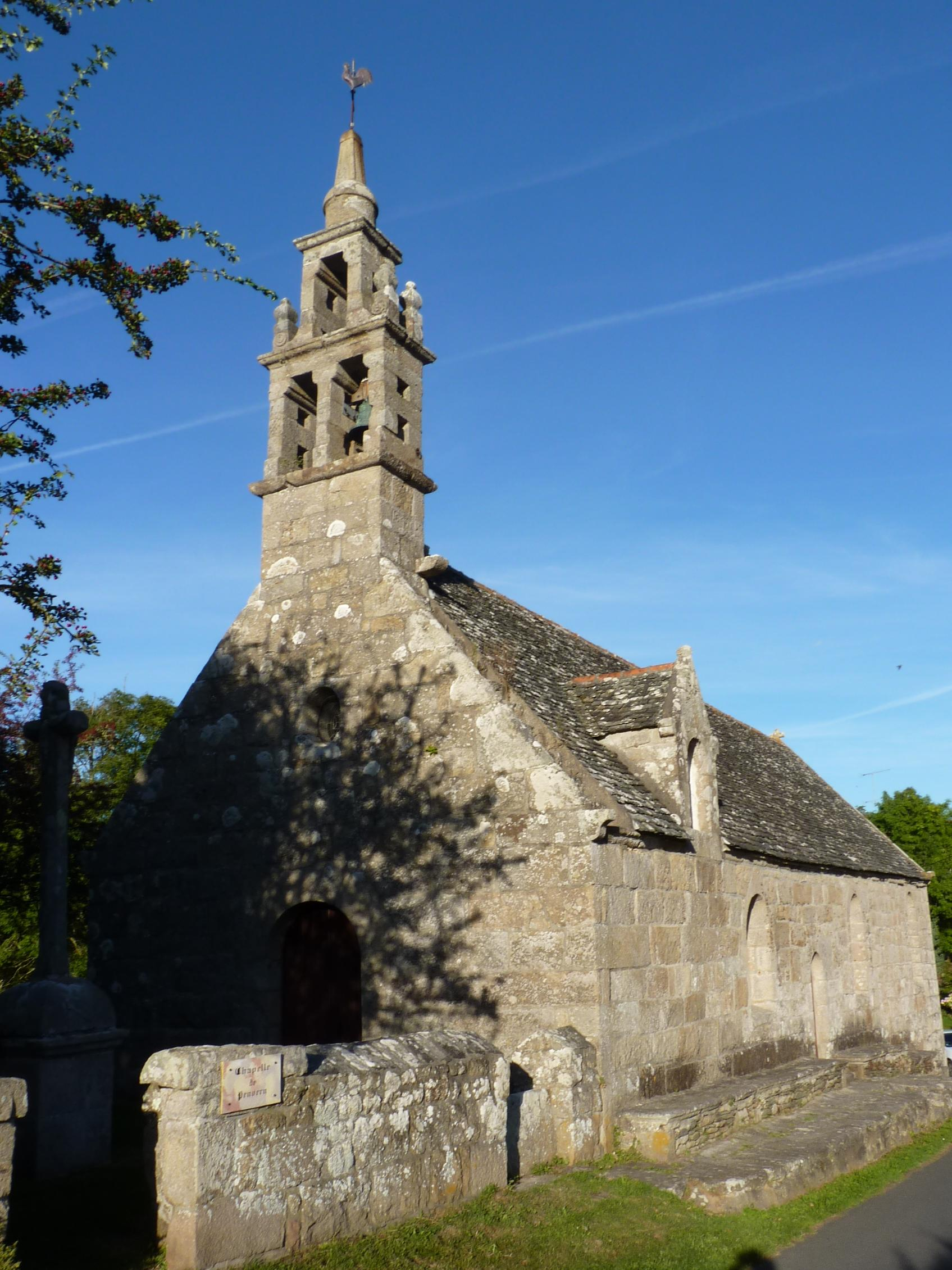
Часовня Панверн
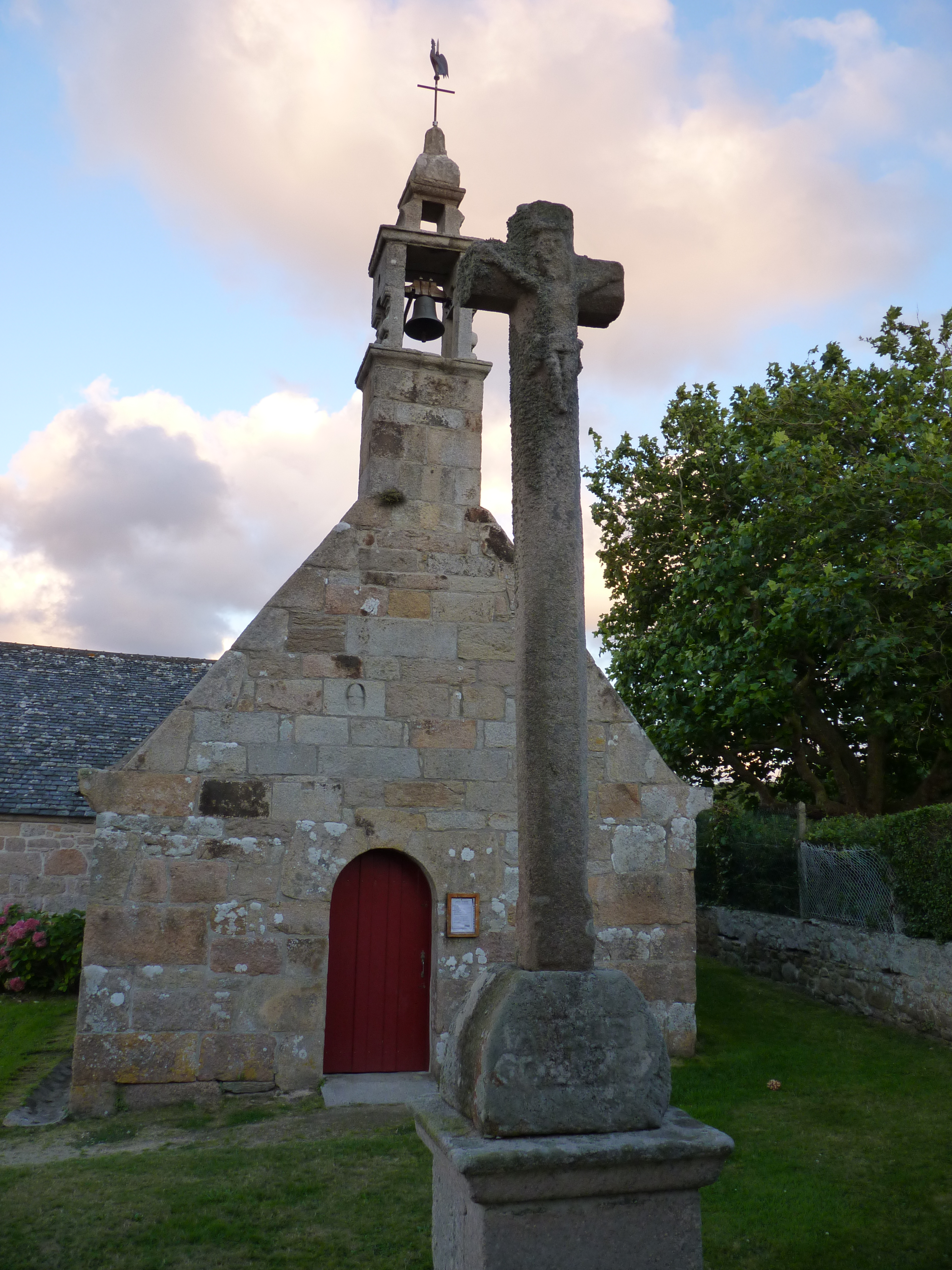
Часовня Нотр-Дам и крест
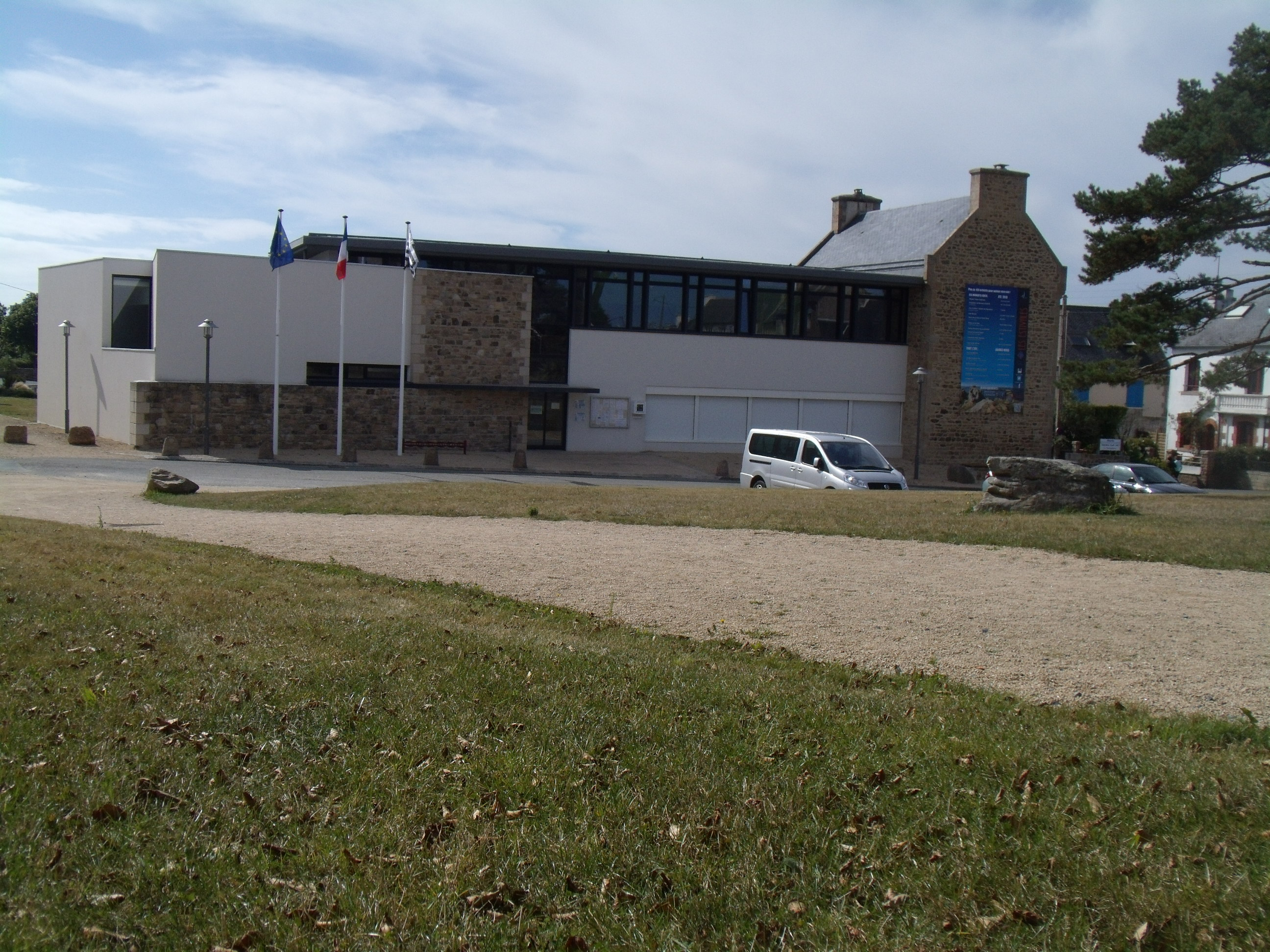
Мэрия
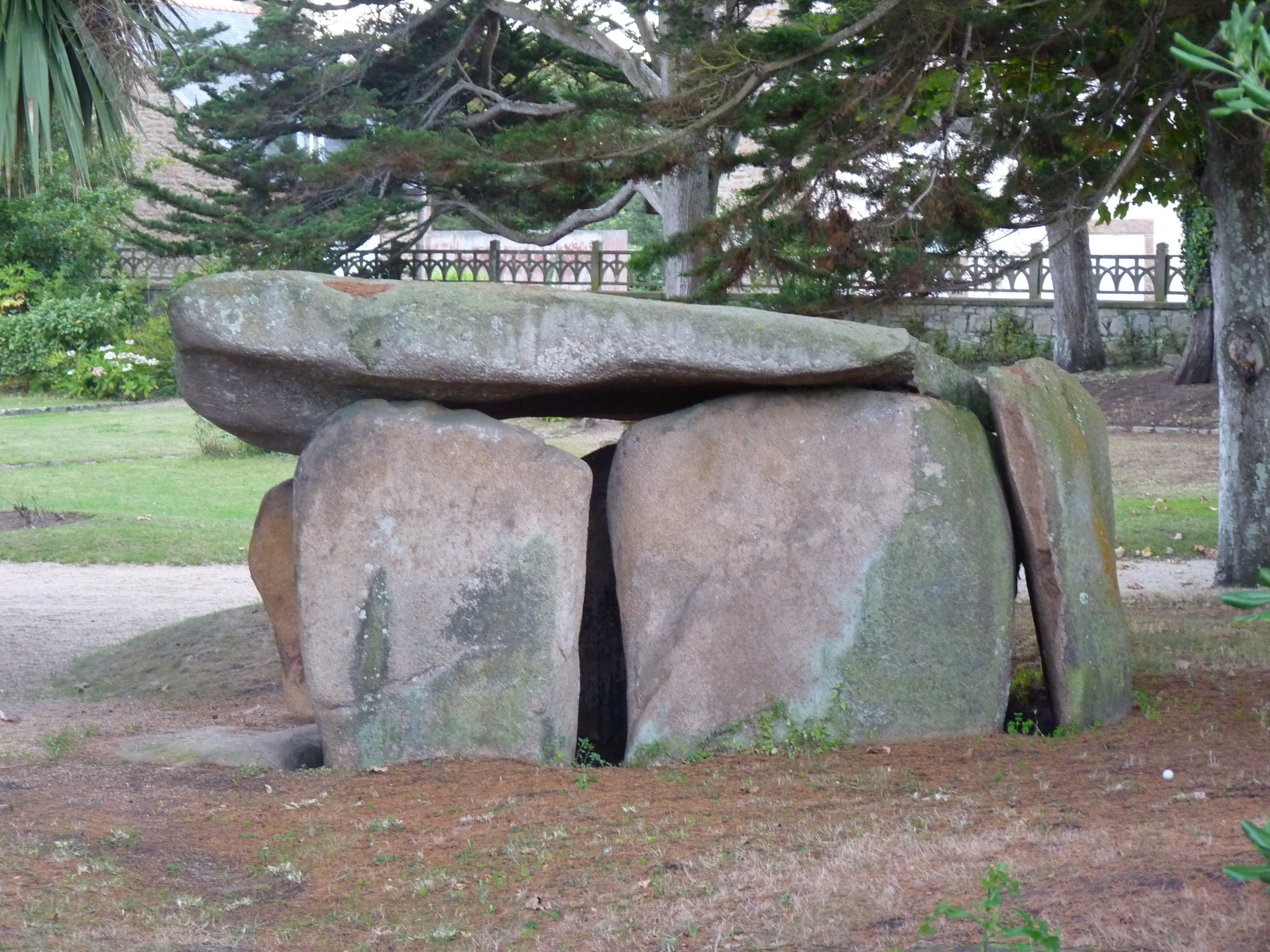
Дольмен Кереллек
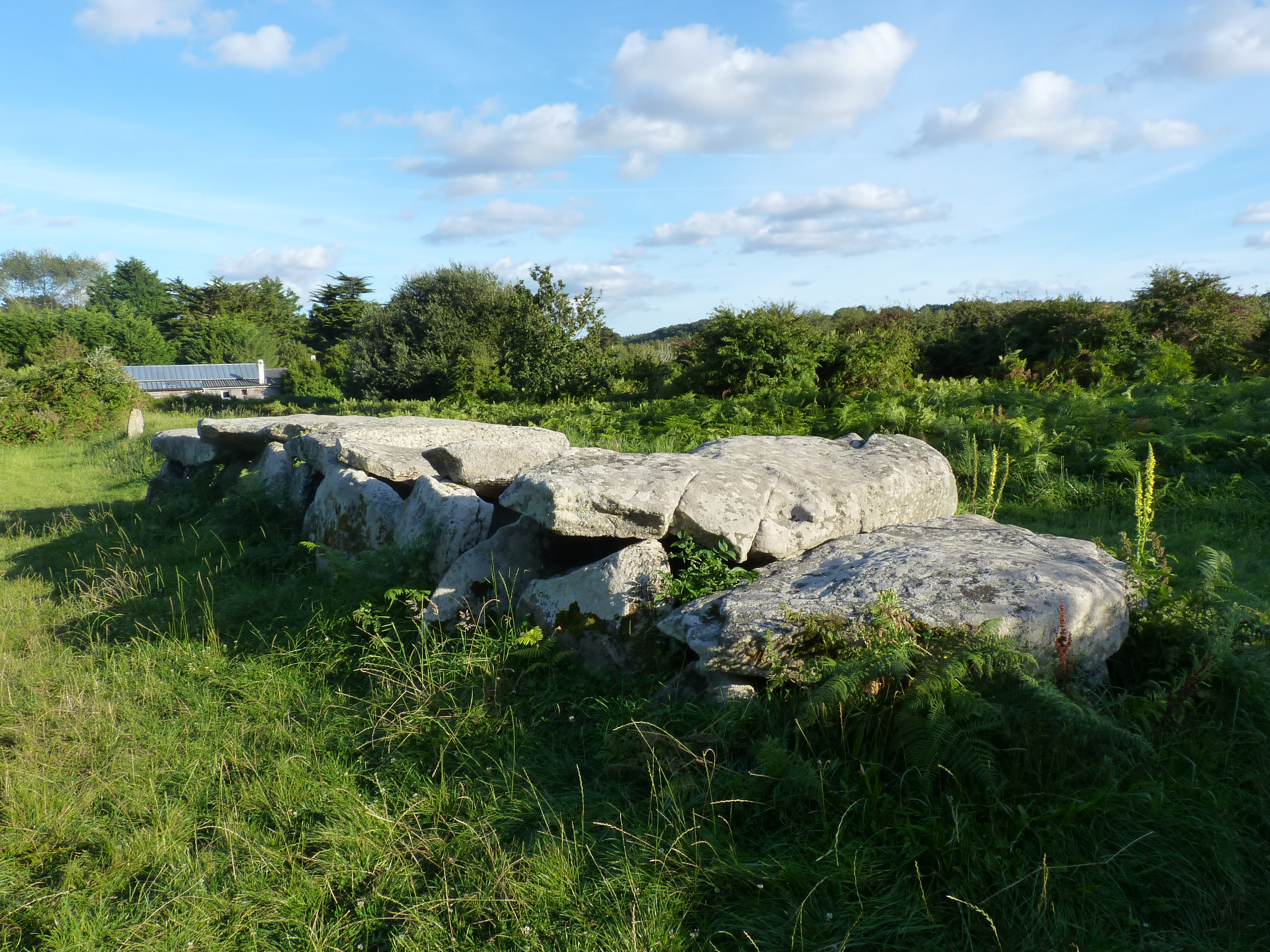
Галерея-мегалит и менгир Пражу-Менир
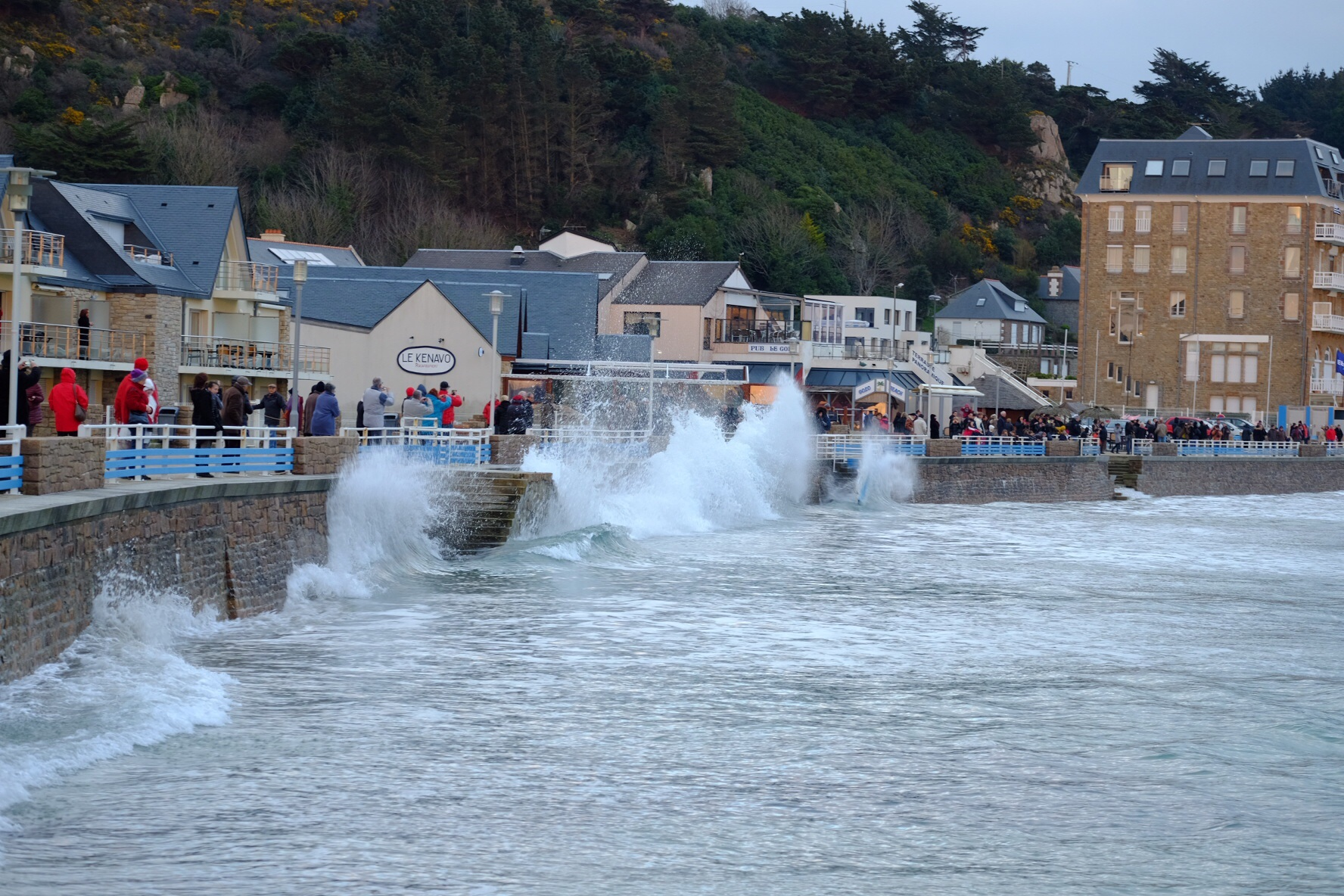
Набережная
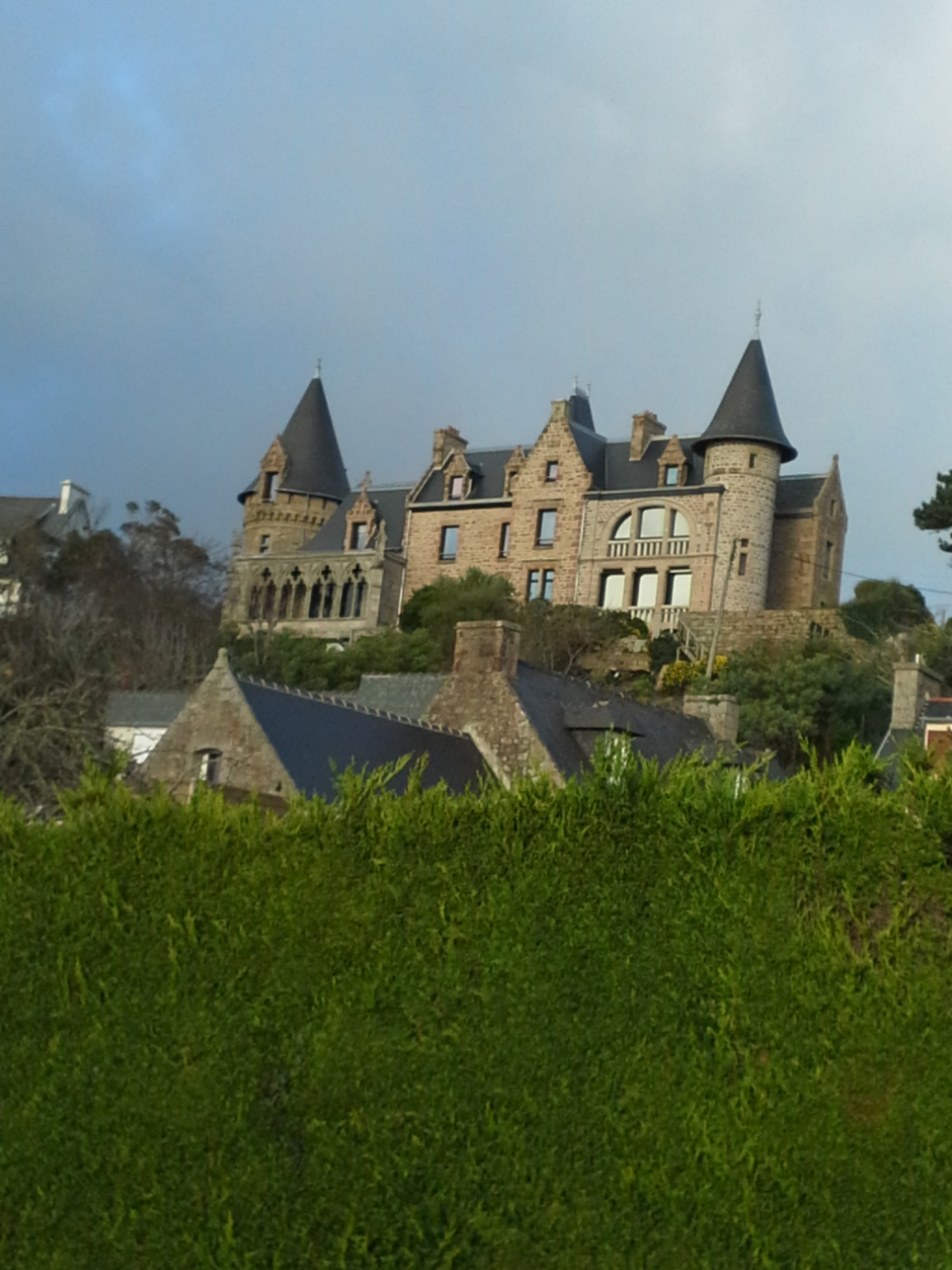
Вилла Кер Нелли